# Yandere

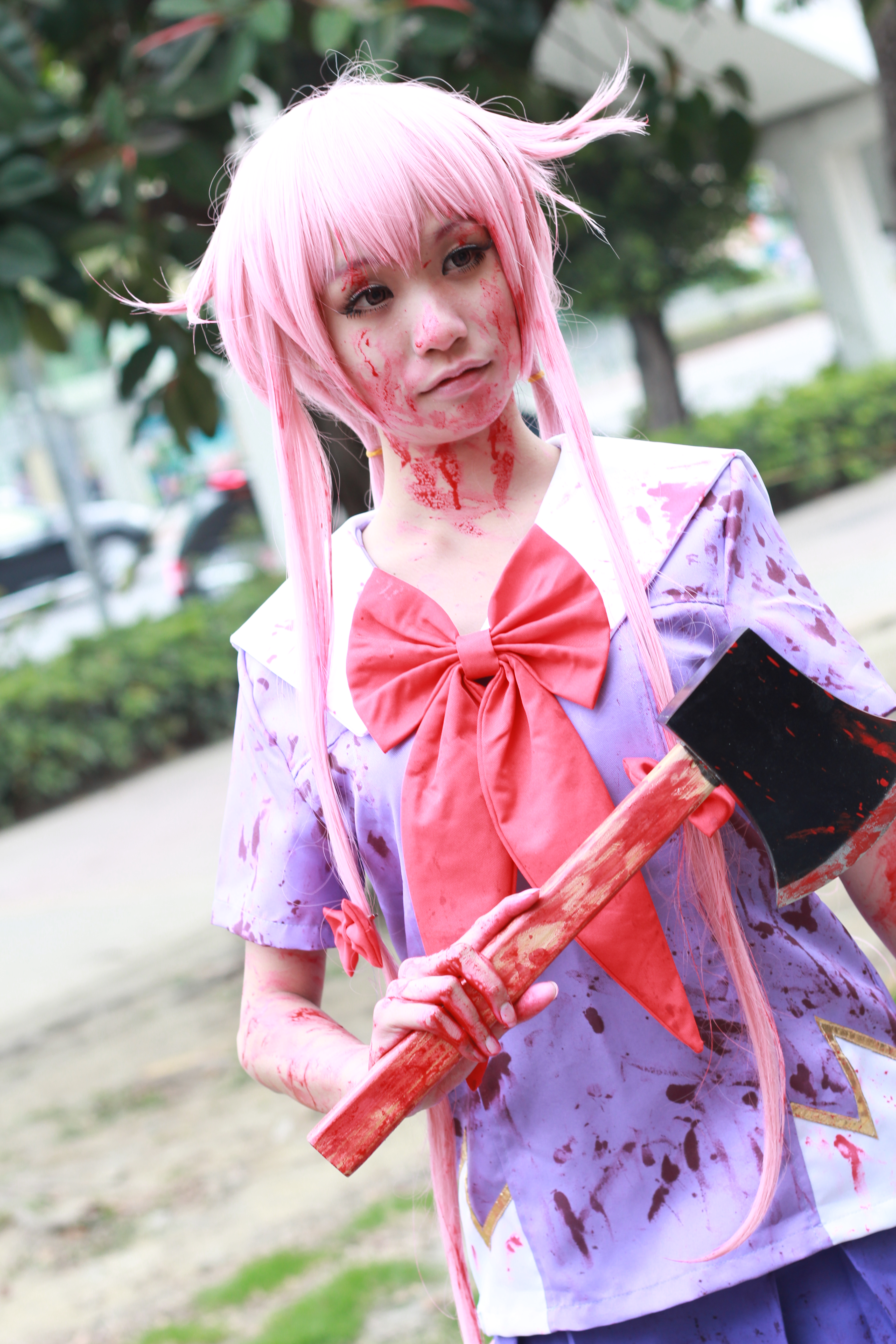
Cosplay Yuno Gasai, postaci yandere z mangi Pamiętnik przyszłości.

Yandere (jap. ヤンデレ) – japoński termin używany do opisania kogoś, kto początkowo jest bardzo kochający i opiekuńczy (lub przynajmniej niewinny) wobec kogoś, zanim jego natura stanie się destrukcyjna, często poprzez przemoc i brutalność. W węższym znaczeniu opisuje sytuację, w której zakochana postać zaczyna doświadczać problemów psychologicznych z powodu nadmiernego przywiązania do innej osoby.

## Etymologia
Słowo to pochodzi od „yanderu” (病んでる), oznaczającego chorobę, oraz „deredere” (でれでれ), oznaczającego zakochanie. Tak więc yandere można przetłumaczyć jako „chorobę miłosną” w języku polskim.

## W kulturze popularnej
Yandere Simulator to gra typu sandbox, której bohaterką jest dziewczyna Ayano Aishi o osobowości yandere. Gracz kontroluje ją i eksterminuje dziewczyny, które zbliżają się do jej ukochanego tzw. Senpai-a.
Innymi przykładami są Kotonoha Katsura i Sekai Saionji, bohaterki anime, mangi i gry School Days.
Postać Yuno Gasai w mandze Pamiętnik przyszłości z pozoru wydaje się wzorową uczennicą, ale w rzeczywistości jest psychopatyczną yandere, która ma obsesję na punkcie męskiego bohatera.
Shion Sonozaki z Higurashi no naku koro ni, kiedy doznaje załamania psychicznego, dopuszcza się brutalnych czynów.
Satō Matsuzaka to główna bohaterka Happy Sugar Life, wiele z jej objawów behawioralnych jest związanych z trajektorią yandere.

## Incydenty
Była japońska hostessa Yuka Takaoka zyskała ogromną popularność dzięki próbie zabójstwa z miłości. 23 maja 2019 roku po dźgnięciu ukochanego w brzuch nożem kuchennym w swoim mieszkaniu, po tym, jak zobaczyła zdjęcia innych kobiet na jego telefonie komórkowym. Podczas przesłuchania przez policję Takaoka powiedziała: „Nie mogłam nic na to poradzić, że tak bardzo go kochałam, wiedziałam, że muszę go zabić, żeby z nim być”. Po tym incydencie Yuka została porównana przez japońską i zachodnią społeczność internetową do yandere.
Odkryto także konto Takaoki na Instagramie, zawierające jej zdjęcia w cosplayu, w tym z postaciami yandere.
Ostatecznie Takaoka została skazana na trzy lata i sześć miesięcy więzienia, z którego wyjdzie w 2023 lub 2024 roku.

## Niektóre postacie Yandere z gier i anime
- Gasai Yuno (Pamiętnik przyszłości)
- Ayano Aishi (Yandere Simulator)
- Ryoba Aishi (Yandere Simulator)
- Kotonoha Katsura (School Days)
- Sekai Saionji (School Days)
- Catherine (Catherine)
- Hitagi Senjogahara (Nisemonogatari)
- Kimmy Howell (No More Heroes 2)
- Monika (Doki Doki Literature Club!)
- Yuri (Doki Doki Literature Club!)
- Satō Matsuzaka (Happy Sugar Life)